# Водоизмещение
Водоизмеще́ние корабля (судна) — одна из основных характеристик любого водного транспортного средства: общее количество воды, вытесняемое погружённой в воду частью корабля (судна). Масса этого количества жидкости равна массе всего корабля, независимо от его размера.

## Разновидности
Различают объёмное и массовое водоизмещение. Объёмное водоизмещение численно эквивалентно всему объёму подводной части корпуса ниже ватерлинии, включая все выступающие части (рулевую группу, лопасти гребных винтов, кронштейны и т. п.). Массовое водоизмещение равно полной массе всего судна, включая судовые запасы и балласт. При постоянном массовом водоизмещении объёмное может варьироваться в зависимости от плотности воды (например, при переходе судна из пресного водоёма в солёный с морской водой).
По состоянию нагрузки корабля различают стандартное, нормальное, полное, наибольшее, порожнее водоизмещение:
- Легкое водоизмещение (Lightweight) - это вес судна, когда оно было построено на верфи. Не включает вес любого расходного материала и экипажа.
- Стандартное водоизмещение (standard displacement): водоизмещение полностью укомплектованного корабля (судна) с экипажем, но без запасов топлива, смазочных материалов и питьевой воды в цистернах.
- Нормальное водоизмещение (normal displacement): водоизмещение, равное стандартному водоизмещению плюс половинный запас топлива, смазочных материалов и питьевой воды в цистернах.[источник не указан 2740 дней]
- Полное водоизмещение (loaded displacement, full load displacement, designated displacement): водоизмещение, равное стандартному водоизмещению плюс полные запасы топлива, смазочных материалов, питьевой воды в цистернах, груза.
- Наибольшее водоизмещение: водоизмещение, равное стандартному водоизмещению плюс максимальные запасы топлива, смазочных материалов, питьевой воды в цистернах, грузов.
- Порожнее водоизмещение (light displacement): водоизмещение порожнего корабля (судна), то есть корабля (судна) без экипажа, топлива, запасов и т. д.

Для подводных лодок различают подводное водоизмещение и надводное водоизмещение:
- Подводное водоизмещение: водоизмещение подводной лодки (батискафа) и иных подводных судов в подводном положении. Превышает надводное водоизмещение на массу воды, принимаемой при погружении в цистерны главного балласта.
- Надводное водоизмещение: водоизмещение подводной лодки (батискафа) и иных подводных судов в положении на поверхности воды до погружения либо после всплытия.